# گردان‌های مقاومت ملی
گردان‌های مقاومت ملی (عربی: کتائب المقاومة الوطنیة) شناخته شده به عنوان نیروهای شهید عمر القاسم شاخه نظامی جبهه دموکراتیک برای آزادی فلسطین هستند که در غزه فعالیت می‌کنند و جنگ‌های چریکی‌را انجام می‌دهند. ابوخالد یکی از فرماندهان آن است.